# Vinyl Films
Vinyl Films est une société de production cinématographique et télévisuelle américaine fondée par le producteur et réalisateur Cameron Crowe,. Il a lancé la société de production cinématographique et télévisuelle en 1996.

## Filmographie
CCUn film réalisé par Cameron Crowe
ARUn film réalisé par un autre cinéaste
| Année | Titre du film                  | Notes |
| ----- | ------------------------------ | ----- |
| 1996  | Jerry Maguire                  | CC    |
| 2000  | Presque célèbre                | CC    |
| 2001  | Vanilla Sky                    | CC    |
| 2005  | Rencontres à Elizabethtown     | CC    |
| 2011  | Pearl Jam Twenty               | CC    |
| 2011  | Nouveau Départ                 | CC    |
| 2015  | Welcome Back                   | CC    |
| 2019  | David Crosby: Remember My Name | AR    |